# Association des amitiés France-Taïwan
L’Association France-Taïwan fut fondée le 19 septembre 1991 et désactivée en 1994. La proximité de la constitution de l'association avec la signature le 31 août 1991 du contrat de ventes des frégates La Fayette par Thomson CSF a fait suspecter un lien entre cette association et l'affaire des frégates de Taïwan. 
Cette association a été présidée par Pierre Bergé, avec pour vice-présidents Jacques Cresson, mari du premier ministre d'alors Édith Cresson et haut cadre du PSA Peugeot Citroën, et Jean-Marie Le Guen (député PS), et comme trésorier Olivier Spithakis (MNEF). L'équipe dirigeante a associé également François Missoffe, ancien ministre RPR de la Jeunesse et des Sports, et Pierre Aigrain, ancien ministre de Giscard et conseiller scientifique d'Alain Gomez à Thomson CSF (Libération du 19 juin 1998).
Mise en sommeil en 1994, l'association ne semble avoir eu qu'une activité fantomatique, essentiellement vouée à l'accueil d'étudiants taïwanais en France. Financée par « une centaine d'entreprises », au moyen de souscriptions de « quatre à cinq mille francs », elle aurait eu un chiffre d'affaires cumulé d'environ 300 000 francs en trois ans, entre 1991 et 1994. 

## Les liens avec la MNEF
- Un immeuble situé rue Tiphaine dans le 15e arrondissement de Paris, racheté pour 14 millions de francs par une filiale immobilière de la MNEF au début des années 1990, abrite le siège social de l’Association des amitiés France-Taïwan.

- Olivier Spithakis, directeur général de la mutuelle étudiante MNEF impliqué dans l'affaire de la MNEF, fut également trésorier de l'association France-Taïwan. Lors du procès de la MNEF, Olivier Spithakis a reconnu que cette domiciliation était « une erreur ». Il a nié qu'elle ait pu jouer un rôle quelconque dans la conclusion de contrats commerciaux controversés avec un pays qui n'est pas reconnu officiellement par la France, faisant allusion à l'affaire des frégates de Taïwan.

## Ventes d’armes à Taïwan?
- En novembre 1999, Christine Deviers-Joncour, ex-maîtresse de Roland Dumas, a accusé l’association d’amitié France-Taïwan, proche de la mutuelle MNEF, d'avoir touché de l'argent dans la vente à Taïwan en 1992 de frégates Lafayette et d'avions Mirage 2000 de la société Dassault et de leur armement (missiles Mica de Matra).

- La proximité de la constitution de l'association (19 septembre 1991) avec la signature du contrat de ventes des frégates équipées par Thomson CSF, conclu le 31 août 1991, a suffi à Christine Deviers-Joncour pour effectuer un rapprochement entre deux affaires a priori sans rapport: l'affaire de la MNEF et l'affaire des frégates de Taïwan.

- Aucune preuve ne fut apportée à ces allégations.